# Antoine Somer
Antoine Somer, dont le second prénom est Jean, est le plus connu des trois fils facteurs d'orgues de l'organier Nicolas Somer.

Preuves pour Antoine Somer et non pas Jean
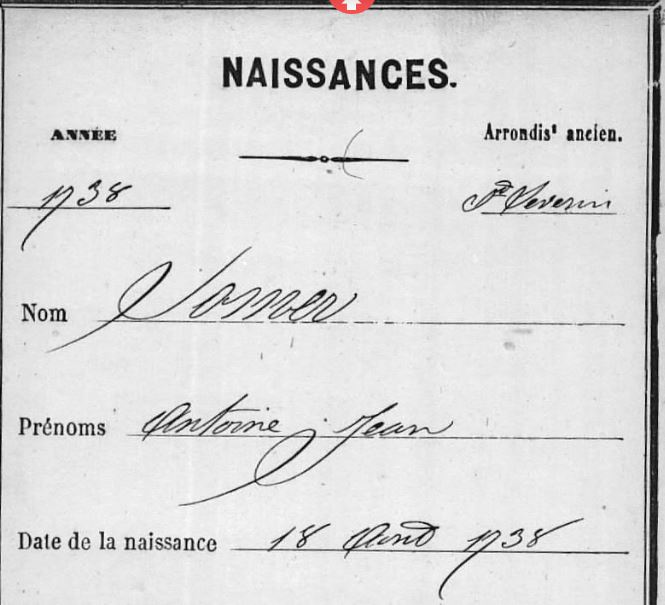
Somer Antoine naissance
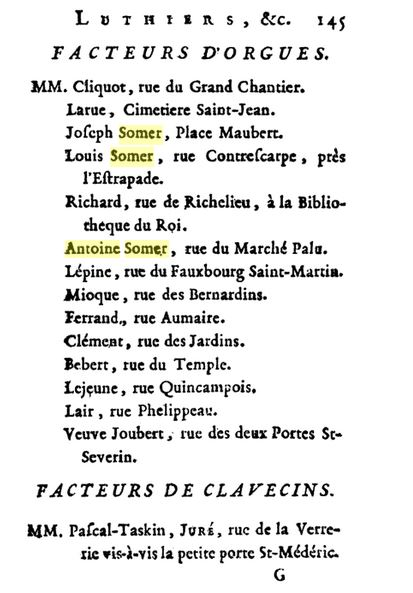
Almanach musical de 1775
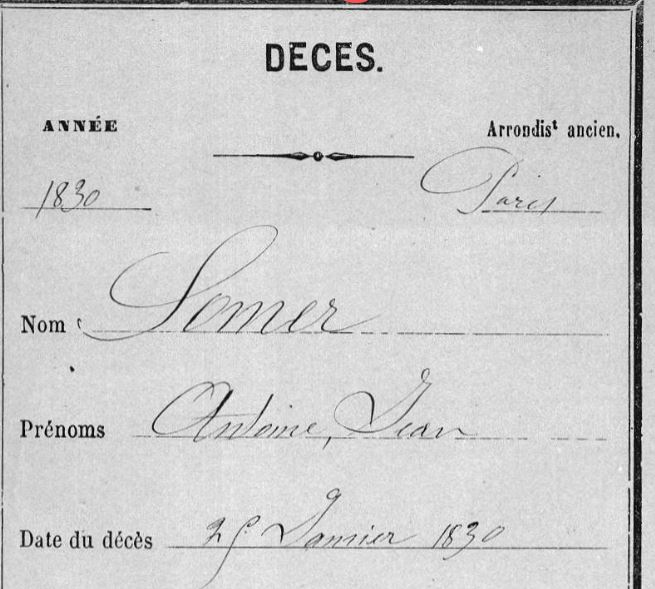
Somer Antoine décès

## Biographie
Il est né à Paris le 18 août 1738, rue Saint-Jacques sur la paroisse Saint-Séverin.
Le 30 mai 1789, il représente Marie Charlotte Marlé lors de son mariage avec l'organiste de Notre-Dame Nicolas Séjan.
Dans la période noire pour la facture d'orgues du début du XIXe siècle, il subsiste en démontant pour les remiser à l'abri, réparant et déplaçant les instruments parisiens malmenés par les troubles révolutionnaires. Ainsi il transfère en 1799 l'orgue des Jacobins de la rue Saint-Honoré dans l'église Saint-Philippe-du-Roule. Il est aussi requis, avec son frère Louis, par les autorités révolutionnaires chargées des orgues, notamment la commission Molard, pour expertiser et éventuellement réquisitionner les instruments de la capitale.
De 1806 à 1807, il redonne voix à l'orgue de Saint-Louis-des-Invalides grâce à d'importantes réparations. Ainsi à la réouverture de l'église il présente un devis de réparations qui s'élève à 8 500 francs. Ce devis, daté du 3 mars 1806, est approuvé et exécuté. Les travaux doivent se terminer le 15 août 1807. La réception des travaux a lieu le 7 octobre 1807 par les organistes Éloi, Nicolas, Marie Miroir, Jacques-Marie Beauvarlet-Charpentier et Nicolas Séjan, l'organiste titulaire. L’étendue des claviers est portée à 52 notes, le pédalier ravalé au Fa 0.
A la fin de sa vie fort longue, handicapé par l'âge (il a près de 83 ans), il s'adjoint, de 1821 à son décès le 25 janvier 1830, un jeune organier de province cherchant à s'imposer dans la capitale, Louis Callinet qui recueillit sa succession et donc sa clientèle. Au nom  de Somer, Callinet construisit de neuf l'orgue du temple de l'Oratoire du Louvre en 1828 et répara celui de Saint-Germain-des-Prés reconstruit en 1809 par Louis Somer, frère d'Antoine, à partir du matériel restant de l'orgue de l'abbaye Saint-Victor.

### Sources
- Norbert Dufourcq, Le Livre de l'Orgue Français, tome III, la Facture, volume 2, pages 232 à 234, PICARD 1975,  (ISBN 2-7084-0031-2)
- Georges Cucuel, Notes sur quelques musiciens, luthiers, éditeurs et graveurs de musique au XVIIIe siècle. Première série; pages 250 à 252. Réédité dans : Sammelbände der Internationalen Musikgesellschaft 14. Jahrg., H. 2. (Jan. - Mar., 1913), pp. 243-252.